# Bataille d'Anéfis (juin 2013)
Pour les articles homonymes, voir Bataille d'Anéfis.
Guerre du Mali
Batailles
La deuxième bataille d'Anéfis a lieu le 5 juin 2013 lors de la guerre du Mali. Elle se termine par une victoire de l'armée malienne qui prend la ville d'Anéfis au MNLA.

## Prélude
Alors que des négociations entre le gouvernement malien et le MNLA se sont ouvertes à Ouagadougou, la situation s'aggrave à Kidal le 2 juin. Ce jour-là le MNLA arrête plusieurs personnes, certains sont relâchés le lendemain mais environ 10 ou 20 prisonniers, accusés d'être des espions et des militaires maliens infiltrés sont maintenus en prison. Le gouvernement malien réagit et accuse le MNLA d'avoir commis des pillages contre les populations noires ; Songhaï, Peuls et Bellas. Selon des témoins, plusieurs habitants noirs sont contraints de prêter allégeance au MNLA sous peine d'être chassés de Kidal et évacués vers Gao. Le lendemain, le MNLA déclare que les personnes interpellées qui ne sont pas originaires de l'Azawad vont être expulsées et reconduites jusqu'à Douentza,.    
Dans son communiqué, le MNLA déclare : « Sur les 180 personnes arrêtées initialement, seules vingt personnes sont restées aux arrêts et sont pour la plupart des agents, et pour certains des officiers, des services secrets maliens et autres services associés. Ces agents maliens seront maintenus aux arrêts et seront traités conformément au droit international régissant le droit des prisonniers de guerre. Les autres personnes arrêtées, n’étant pas azawadiennes et n’appartenant pas formellement aux services maliens, seront reconduites à la ligne de démarcation, au-delà de Douentza ».
Le 4 juin, 24 jeunes noirs chassés de Kidal sont accueillis à Gao, ces derniers déclarent avoir été emprisonnés pendant deux jours puis expulsés car « le MNLA nous reproche notre non-adhésion à ses initiatives de marche contre l'arrivée de l'armée malienne à Kidal ; notre non- adhésion à son projet d'indépendance de l'Azawad (...). Le MNLA nous a dit que nous sommes des Maliens et que par conséquent nous devons quitter l'Azawad. Durant notre détention, on ne mangeait pas ».
Le 4 juin, l'armée malienne se met en mouvement et entre à Anéfis, petite ville située à environ 100 kilomètres au sud de Kidal. Le même jour, un kamikaze tente d'assassiner un colonel du MNLA à Kidal, il se fait exploser mais ne fait qu'un blessé.

## Déroulement
Le 5 juin 2013, vers 5 heures 30, l'armée malienne attaque les positions du MNLA près de la petite ville d'Anéfis. Les forces maliennes sont commandées par les colonel-majors Didier Dacko et El Hadj Ag Gamou. Selon Ibrahim Ag Mohamed Assaleh, chargé des relations extérieures du MNLA, les soldats maliens disposent de 300 véhicules avec des blindés BRDM-2.
Le combat s'engage à 15 kilomètres à l'Ouest d'Anefis. Après quelques heures, Souleymane Maïga, porte-parole de l'armée malienne affirme que la ville est prise. Les officiers du MNLA confirment avoir ordonné un repli, ils déclarent avoir perdu 2 hommes et un véhicule,

## Bilan
Selon le lieutenant-colonel Souleymane Maïga, les pertes sont de 10 morts et 28 prisonniers pour le MNLA et aucun tué du côté des militaires maliens. D'après les déclarations du colonel Didier Dacko, deux soldats maliens ont été blessés, l'un d'une balle au cou, l'autre au pied,. Le lendemain, le porte-parole de l'armée malienne revoit le bilan à la hausse et parle de 30 morts chez les rebelles.
D'après Mossa Ag Acharatoumane, délégué du MNLA, alors présent à Paris, à la mi-journée du 5 juin les pertes de son mouvement sont de 2 tués et 2 blessés, ainsi qu'un pick-up détruit. À Ouagadougou, le porte-parole du MNLA, Mossa Ag Attaher, déclare : « Pour le moment, on a enregistré, pour un bilan très provisoire, un mort et trois blessés de notre côté et on a explosé plusieurs véhicules maliens avec des militaires à l'intérieur. Il y a une douzaine de Maliens qui ont été faits prisonniers. » Pour Mahamadou Djéri Maïga, il y a « un mort, deux blessés et un véhicule détruit » du côté du MNLA, « mais l'armée malienne a perdu six véhicules que nous avons explosés avec de nombreux hommes à l'intérieur, il y a plusieurs morts de leur côté. »
Selon l'agence de presse chinoise Xinhua, le bilan définitif des combats est de 31 morts chez les rebelles, un prisonnier (un second se serait suicidé lors de son transfert à Gao), deux véhicules détruits et quatre autres saisis.
D'après une source militaire française, les pertes sont de 2 morts pour le MNLA et d'une dizaine de blessés du côté des soldats maliens.

## Réactions diplomatiques
Le 3 juin 2013, le gouvernement français condamne les arrestations commises par le MNLA à Kidal, Philippe Lalliot, porte-parole du ministère français des Affaires étrangères déclare que des informations « font état d'arrestations et de violences, dans la localité de Kidal, contre des personnes issues notamment des communautés songhaï, peul et bella, fondées sur la couleur de leur peau (...) la France condamne ces violences et ces arrestations extrajudiciaires et demande la libération des personnes concernées. Elle rappelle son attachement à ce qu'une solution négociée soit trouvée sur la situation à Kidal. »
Le 5 juin, la France appelle les rebelles à déposer les armes. Philippe Lalliot déclare que la France soutient les « efforts des autorités maliennes pour réinstaller leur administration au nord du pays ». Il ajoute qu'il « ne peut et ne doit y avoir au Mali qu'une seule armée. (...) nous appelons les groupes armés à déposer les armes et à poursuivre les discussions avec les autorités maliennes ».
En réaction, le MNLA publie un communiqué dans lequel il déclare : « C’est avec grand regret que le MNLA et le HCUA constatent que la France, informée de l’épuration ethnique menée par l’armée malienne et ses milices, vient de condamner officiellement la simple arrestation des militaires maliens qui se sont infiltrés à Kidal en vue d’y préparer la prise de Kidal, alors-même qu'elle s’est abstenue d’élever la moindre protestation contre le massacre quotidien, et maintes fois prouvé, des civils touaregs et maures notamment à Sévaré, Diabaly, Konna, Léré, Gossi, Tombouctou dans le sillage même de l’opération Serval. »
Le MNLA accuse également l'armée malienne d'avoir violé le cessez-le-feu et refuse de déposer les armes : « MNLA et le HCUA  informent la France et la communauté internationale qu’ils ne sont plus tenus de respecter le cessez-le-feu proclamé par le MNLA. Le cessez-le feu ayant  été violé par les troupes maliennes aujourd’hui à Anefis, le MNLA et le HCUA se réservent le droit de se défendre contre une armée ethnocidaire  assistée par des milices ethniques parfaitement connues et identifiées. Les instances militaires de l’Azawad se considèrent désormais en état de légitime défense et engageront les actions militaires nécessaires pour refouler l’armée malienne au-delà des positions qu’elle a réoccupées à la faveur de l’opération Serval ». Il précise cependant que « MNLA et le HCUA maintiennent leurs engagements auprès de la Communauté internationale et restent disposés aux négociations politiques dans l’objectif de trouver une solution négociée qui soit pérenne, juste et équitable. »
L'offensive malienne sur Kidal est cependant freinée par l'intervention de la France qui, le soir même du combat, envoie un détachement de liaison de 15 à 20 soldats à Anéfis, suivi par un « détachement de protection » d'une centaine d'hommes,,.